# Heliococcus destructor
Heliococcus destructor är en insektsart som beskrevs av Borchsenius 1941. Heliococcus destructor ingår i släktet Heliococcus och familjen ullsköldlöss. Inga underarter finns listade i Catalogue of Life.